# Vioolconcert nr. 1 (Rasmussen)
Sunleif Rasmussen componeerde zijn Vioolconcert nr. 1 “Songs of Seasons” in 2004. Het is geen gewoon concerto, want de soloviolist wordt hier begeleid door een strijkorkest. Gedurende het concert duikt de solist soms onder bij de begeleidingspartij en dan weer stijgt hij/zij over het geheel uit. De componist kon ook geen gebruik maken van klankverschillen zoals bij een “normaal” concerto waar de solist zich vaak geplaatst weet tegenover een andere muziekgroep, bijvoorbeeld de koperblazers. Het verschil moet dus komen tussen de manier van strijken of een verschil in dynamiek.
De bijtitel die het werk heeft gekregen wordt niet duidelijk gemaakt door de componist. Op het gehoor kan er niet bepaald worden of een specifiek deel behoort bij een specifiek jaargetijde. Deel (1) zou een storm kunnen verbeelden, maar dat kan in de herfst, winter of lente zijn. In een ander deel is een meeuw te horen, maar ook daar blijft onduidelijk of dat in bijvoorbeeld de zomer is. Dat nauwelijks onderscheid kunnen maken tussen delen en seizoenen heeft wellicht te maken met de oorsprong van de componist: Faeröer, dat zich geheel omringd weet door de Atlantische Oceaan. Het weer is daar op enkele kleine schommelingen na constant.

## Delen
1. Maestoso
2. Con brio
3. Dolce
4. Cantabile

## Samenstelling
- 10x viool, 4x altviool, 3x cello, 2x contrabas

## Bron en discografie
- Uitgave Dacapo: Kamerorkest van Ostrobothië o.lv. Juha Kangas; solist John Storgårds.